# تپه خورنج
تپه خورنج مربوط به سدهٔ ۶ تا ۸ ه.ق است و در شهرستان پیرانشهر، بخش لاجان، دهستان لاهیجان غربی، روستای خورنج واقع شده و این اثر در تاریخ ۷ اسفند ۱۳۸۵ با شمارهٔ ثبت ۱۷۷۰۹ به‌عنوان یکی از آثار ملی ایران به ثبت رسیده است.